# Skavböke
Skavböke är en by i Enslövs socken, Halmstads kommun, Hallands län, belägen 9 km från Sennan och 25 km nordost om Halmstad. Orten präglas av Skavböke kapell och av skolbyggnaden.
Nära flyter Senneån fram, tidigare mycket rik på lax, ål och andra fiskarter.

## Historia
Redan 1864 byggdes här Hallsbo missionshus efter att Hallsbo missionsförsamling bildats 1860. En skola byggdes 1866 och en ny togs i bruk 1952 och utgör idag en låg- och mellanstadieskola. Skavböke kapell invigdes 1925. Konstnärerna Waldemar Lorentzon och Erik Olson från Halmstadgruppen har utfört takmålningar i kapellet.
Skavböke Bygdegård ligger 3,5 km norr om samhället.
Industrimannen och uppfinnaren Anders Jönsson (1874-1935) föddes nära byn Karlstorp strax norr om Skavböke.